# Carl Enckell

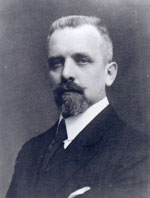
Carl Enckell

Carl Johan Alexis Enckell (* 7. Juni 1876 in Sankt Petersburg; † 26. März 1959 in Helsinki) war ein finnischer Politiker, Offizier und Diplomat. Er war der erste Vertreter des unabhängigen Finnlands in Sankt Petersburg.
Er wurde an der Kadettenschule in Fredrikshamn (schwedisch  Finska kadettkåren) zum Offizier ausgebildet  und diente dann in der Kaiserlich Russischen Armee. Im Jahre 1917 verhandelte Enckell in St. Petersburg in der Funktion als finnischer Außenminister und Vertreter des Senats über die Unabhängigkeit seines Landes.
Er war Vertreter Finnlands beim neugegründeten Völkerbund. Während der so-genannten Åland-Krise erreichte er im Konflikt mit Schweden den Verbleib der Inseln bei Finnland.
Er war Außenminister Finnlands in den Jahren 1918 bis 1919, 1922, 1924 und von 1944 bis 1950. Von 1919 bis 1927 war er Botschafter Finnlands in Paris. Anschließend arbeitete er als Banker, um im Jahre 1944 wiederum in den diplomatischen Dienst einzutreten.
Er heiratete 1903 Lucy Marie Frieda Agathe Margareta Ponsonby-Lyons (* 16. Februar 1875; † 2. Mai 1945), eine Enkelin des preußischen Generals Georg Alexander von Hippel. Das Paar hatte vier Kinder, darunter der Diplomat Ralph Enckell (1911–2001).